# Сервидей, Кристиан
Кристиан Сервидей (итал. Cristian Servidei; родился 11 декабря 1972 года, Баньякавалло, Италия) — итальянский футболист, выступающий на позиции полузащитника.

## Карьера
Кристиан родился в городе Баньякавалло и является воспитанником клуба СПАЛ. В 1989 году он стал игроком первой команды, играя в Серии C1 и C2. Следующим клубом игрока стала «Венеция», а спустя пару лет перешёл в «Падову». Однако, не сумев закрепиться в команде, покинул клуб в том же году, перейдя в «Лечче», где стал игроком стартового состава, и привлёк внимание «Ромы», которая, в конечном итоге, подписала его 1 июля 1997 года.